# Armando Picchi
Armando Picchi (Livorno, 20 giugno 1935 – Sanremo, 26 maggio 1971) è stato un calciatore e allenatore di calcio italiano, di ruolo difensore.
È considerato uno dei migliori liberi nella storia del calcio italiano.
Ha iniziato la sua carriera tra le file del Livorno, dov'è rimasto per cinque anni (dal 1954 al 1959) affermandosi come terzino destro, prima di trasferirsi alla SPAL. Nel 1960 è approdato all'Inter, dove ha iniziato a ricoprire il ruolo di libero, militandovi fino al 1967 collezionando in totale 257 presenze e 2 reti; da capitano (succedendo a Bruno Bolchi nel 1962) ha conquistato tre campionati italiani nonché due Coppe dei Campioni e altrettante Coppe Intercontinentali. Ha concluso la sua carriera nel 1969 giocando per il Varese. Meno fortunata l'esperienza con la nazionale, con la quale ha esordito nel 1964 senza tuttavia prendere parte a una rassegna mondiale o continentale.
Da tecnico ha guidato dapprima il Varese (nella doppia veste di allenatore e giocatore) e poi, una volta terminata definitivamente l'attività agonistica, il Livorno. Nel 1970 è chiamato dalla Juventus, che ha guidato con buoni risultati fino alla prematura morte, avvenuta nel 1971.
Nel 2022 è stato introdotto nella Hall of Fame del calcio italiano.

## Biografia
Nato a Livorno, era cresciuto a Vada, una frazione del comune di Rosignano Marittimo. Iniziò a giocare a calcio seguendo le orme del fratello maggiore, Leo. Era legato a Francesca, dalla quale ha avuto due figli, Leo e Gianmarco.
È deceduto il 26 maggio 1971, poco prima di compiere 36 anni, a causa di un tumore alla colonna vertebrale; il fratello Leo, dottore in farmacia, ipotizzò come causa della malattia cure sbagliate in seguito alla frattura del bacino subita dal calciatore nel 1968. Il giorno dei funerali, che si svolsero in forma pubblica nonostante il volere contrario della famiglia, ci fu una partecipazione commossa da parte di tutta la cittadinanza labronica. È stato sepolto nel cimitero della Misericordia di Livorno.

## Caratteristiche tecniche
(F.C. Internazionale, 2014)

Picchi (a sinistra) in nerazzurro con Helenio Herrera: il tecnico fu l'artefice del suo spostamento da terzino a libero.

Iniziò la carriera giocando da attaccante o mediano, venendo successivamente arretrato in difesa da Mario Magnozzi durante i suoi anni a Livorno. Si affermò quindi come terzino destro, ruolo in cui si mostrò grintoso e scattante, segnalandosi anche per la propensione al gioco d'attacco.
Col suo approdo all'Inter venne gradualmente trasformato in libero dall'allenatore Helenio Herrera e posto al comando della retroguardia; a tal proposito, Mario Gherarducci scrisse: «l'interpretazione che Armando fornisce del ruolo di "libero" è esemplare ma discussa. È lui l'ultima barriera davanti al portiere, è lui che non sguarnisce mai la difesa, è lui che calamita ogni pallone anche senza essere un fenomeno nel gioco aereo». Tuttavia questo stile di gioco, che lo portò a limitare notevolmente le sortite offensive, fu tra le cause delle poche apparizioni di Picchi in nazionale: Edmondo Fabbri, commissario tecnico dell'Italia dal 1962 al 1966, lo riteneva infatti troppo difensivista.
Era inoltre dotato di una grande personalità che, unita alla capacità di leggere la partita, ne faceva una sorta di "allenatore in campo".

## Carriera

### Giocatore

Picchi posa con i trofei di Coppa dei Campioni e Coppa Intercontinentale.

#### Club

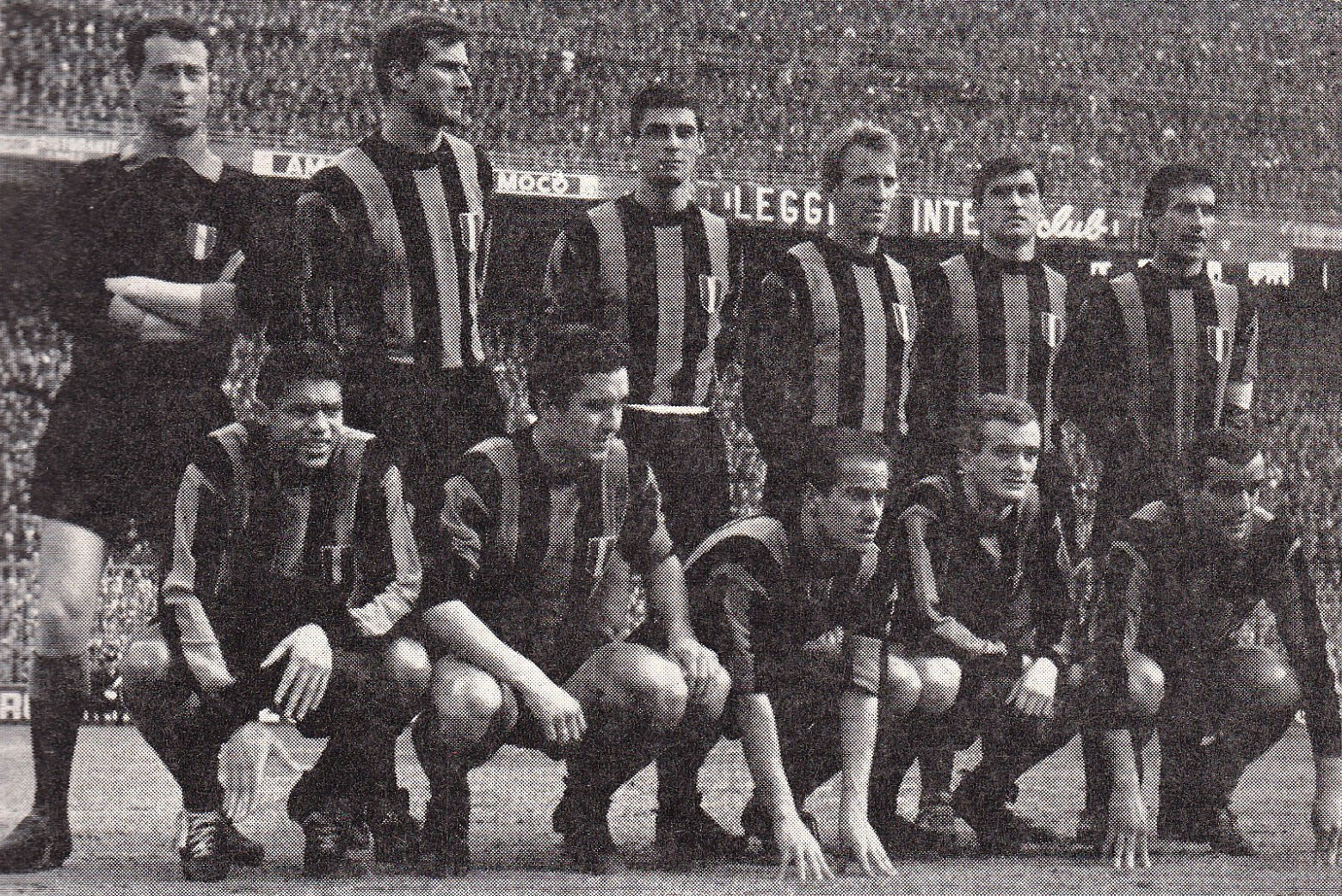
Picchi (in piedi, primo da destra) capitano della Grande Inter nella stagione 1963-1964

Debuttò nel Livorno nella stagione 1954-1955, ottenendo rapidamente il posto da titolare dopo lo spostamento da mezzala a terzino. Rimase in Toscana per cinque stagioni, giocando 105 partite con 5 gol all'attivo. Nel 1959 fu ingaggiato dalla SPAL, allora militante in Serie A, voluto dal presidente Paolo Mazza che così trascrisse le sue impressioni sul giocatore: «terzino molto scattante, ottimo nel destro, più debole nel sinistro, un po' scarso nel gioco di testa. Ha tendenza a portarsi in avanti. Prenderlo subito». Con la squadra biancazzurra si classificò al quinto posto in campionato, massimo traguardo raggiunto dagli spallini.
Al termine dell'annata l'Inter lo acquistò col pagamento di 24 milioni, oltre alla cessione definitiva di Oscar Massei, Enzo Matteucci e Ambrogio Valadè. Nella squadra nerazzurra iniziò a giocare da terzino destro, ruolo che già aveva ricoperto a Livorno e Ferrara. Conclusa la stagione 1961-1962, Helenio Herrera lo spostò al centro come libero, ruolo del quale in breve tempo divenne uno dei massimi interpreti. Dopo la partenza di Bruno Bolchi, nel 1964 divenne inoltre il capitano della squadra. Con la Grande Inter vinse tre scudetti, due Coppe dei Campioni e due Coppe intercontinentali.

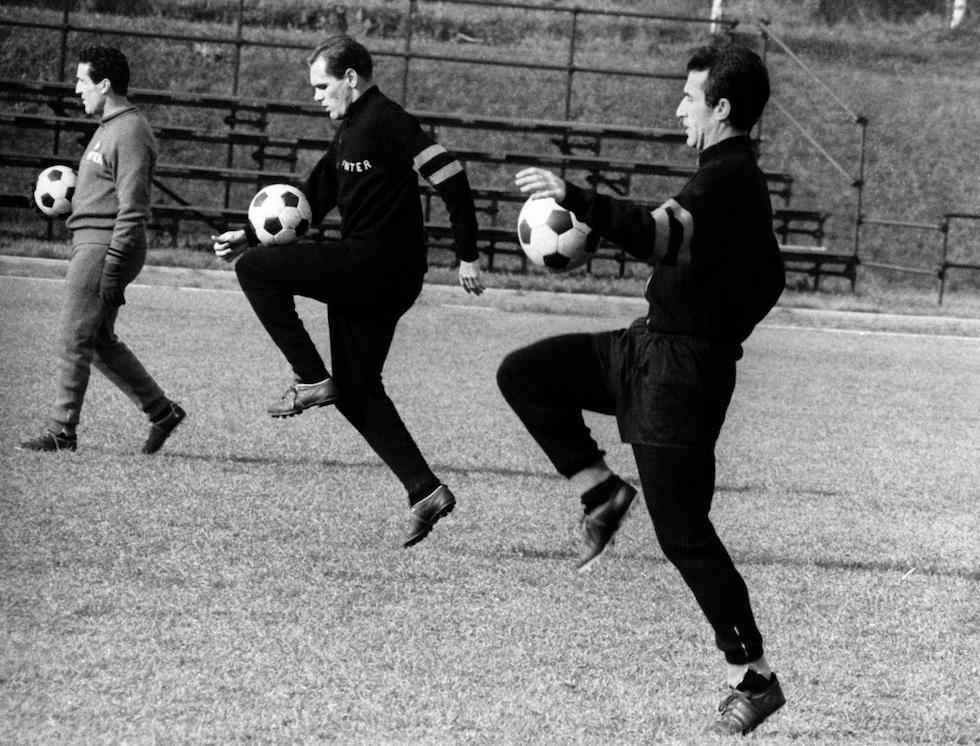
Picchi (in primo piano) durante un allenamento interista ad Appiano Gentile nel 1966

Dopo aver giocato in nerazzurro 257 partite complessive con 2 gol segnati, al termine della stagione 1966-1967 venne ceduto al Varese. Da qualche tempo, Picchi era ormai entrato in rotta con Herrera per via della ferrea disciplina pretesa da quest'ultimo; arrivato alla soglia dei 32 anni, nell'estate del 1967 il presidente nerazzurro Angelo Moratti cedette all'ultimatum del tecnico argentino («o via lui o via io») congedando il capitano nerazzurro, che non lesinò frecciate all'ex allenatore: «se l'Inter deve qualcosa al Mago, quanto deve il Mago a noi giocatori? Molto, forse moltissimo». Con il club varesino disputò due annate in massima serie, nell'ultima delle quali si cimentò nel doppio ruolo di giocatore-allenatore prima di appendere definitivamente le scarpette al chiodo nel 1969.

#### Nazionale
Esordì con la nazionale italiana a Genova il 4 novembre 1964, in Italia-Finlandia 6-1, subito dopo essere diventato campione del mondo di club con l'Inter. Sotto la gestione Edmondo Fabbri non ebbe grande spazio, tant'è che non venne convocato per il campionato del mondo 1966 in Inghilterra.
Sotto la successiva gestione Ferruccio Valcareggi, peraltro coadiuvato da Helenio Herrera, venne chiamato per tutte le partite delle qualificazioni al campionato d'Europa 1968; il 6 aprile dello stesso anno, durante Italia-Bulgaria, subì la frattura del bacino e fu quindi impossibilitato a partecipare alla fase finale della manifestazione continentale, che vide gli azzurri vittoriosi. Il grave infortunio, a posteriori, pose fine alla sua carriera in nazionale; quello rimase infatti l'ultimo incontro con la maglia azzurra, dopo aver collezionato 12 presenze: «peccato, avrei voluto proseguire sino al '70 per partecipare al Mondiale».

### Allenatore

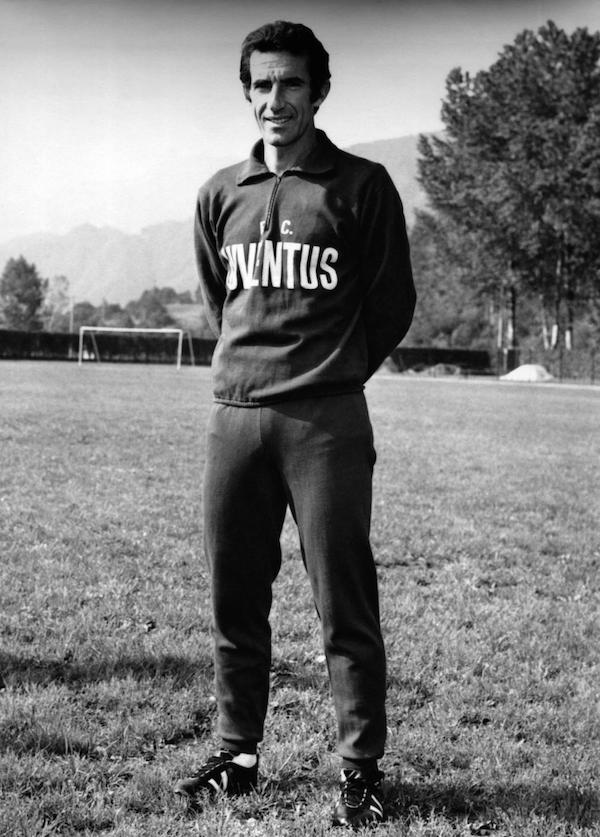
Picchi allenatore della Juventus nella stagione 1970-1971, pochi mesi prima della sua scomparsa.

Cominciò da allenatore-giocatore nel Varese nella stagione 1968-1969, quando per un solo punto la squadra biancorossa mancò la salvezza in massima serie. L'anno successivo, ritiratosi definitivamente dall'attività agonistica, subentrò ad Aldo Puccinelli alla guida del Livorno, in Serie B; prese la squadra della sua città in piena zona retrocessione, portandola a risalire la china fino al nono posto finale. Fin da queste prime esperienze, Picchi mostrò delle sapienti qualità in panchina, che fecero presagire una carriera di pari livello a quella da calciatore.
Lasciato il sodalizio amaranto, venne chiamato da Italo Allodi, già suo dirigente durante gli anni in nerazzurro, e Giampiero Boniperti alla Juventus, per guidare una rinnovata squadra composta in larga parte da promettenti elementi (tra cui gli ancora acerbi Bettega, Capello e Causio); nella stagione 1970-1971, a 35 anni, era a sua volta il più giovane tecnico della Serie A. L'azzardo pagò, coi torinesi che, mentre in campionato vissero sì una stagione di assestamento ma comunque nelle posizioni di vertice, in campo continentale inanellarono un ottimo cammino in Coppa delle Fiere.
Tuttavia, i sintomi della malattia che lo porterà alla prematura morte lo costrinsero a lasciare la guida dei bianconeri già nei primi mesi del 1971, sostituito da Čestmír Vycpálek: la sua ultima presenza a bordocampo fu il 7 febbraio, a Bologna, espulso per proteste. La giovane Juve da lui allestita – che, di fatto, gettò le basi per la plurivittoriosa squadra degli anni 70 – chiuse il torneo al quarto posto, raggiungendo quella finale di Coppa delle Fiere (persa contro il Leeds Utd) cui Picchi, spirato il giorno prima della sfida d'andata, non poté assistere.

## Nella cultura di massa
Un mese dopo la morte venne organizzato in suo onore il Torneo Picchi. A Livorno, dove è attivo in suo ricordo l'Armando Picchi Calcio, nel 1990 gli è stato intitolato lo stadio comunale.
Una figurina di Picchi dell'album VAV 1958-1959 è al centro della trama del cortometraggio L'ultima figurina di Luca Dal Canto (2024): l'opera vede nel cast, tra gli altri, Andrea Luci, il giocatore con più presenze della storia del Livorno. Il corto ha ottenuto la Mention d'Honneur al 43º Sport Movies & TV - Milano International FICTS Fest.

## Statistiche

### Cronologia presenze e reti in nazionale
| Cronologia completa delle presenze e delle reti in nazionale ― Italia | Cronologia completa delle presenze e delle reti in nazionale ― Italia | Cronologia completa delle presenze e delle reti in nazionale ― Italia | Cronologia completa delle presenze e delle reti in nazionale ― Italia | Cronologia completa delle presenze e delle reti in nazionale ― Italia | Cronologia completa delle presenze e delle reti in nazionale ― Italia | Cronologia completa delle presenze e delle reti in nazionale ― Italia | Cronologia completa delle presenze e delle reti in nazionale ― Italia |
| Data                                                                  | Città                                                                 | In casa                                                               | Risultato                                                             | Ospiti                                                                | Competizione                                                          | Reti                                                                  | Note                                                                  |
| --------------------------------------------------------------------- | --------------------------------------------------------------------- | --------------------------------------------------------------------- | --------------------------------------------------------------------- | --------------------------------------------------------------------- | --------------------------------------------------------------------- | --------------------------------------------------------------------- | --------------------------------------------------------------------- |
| 4-11-1964                                                             | Genova                                                                | Italia                                                                | 6 – 1                                                                 | Finlandia                                                             | Qual. Mondiali 1966                                                   | -                                                                     |                                                                       |
| 13-3-1965                                                             | Amburgo                                                               | Germania Ovest                                                        | 1 – 1                                                                 | Italia                                                                | Amichevole                                                            | -                                                                     |                                                                       |
| 18-4-1965                                                             | Varsavia                                                              | Polonia                                                               | 0 – 0                                                                 | Italia                                                                | Qual. Mondiali 1966                                                   | -                                                                     |                                                                       |
| 1-11-1966                                                             | Milano                                                                | Italia                                                                | 1 – 0                                                                 | Unione Sovietica                                                      | Amichevole                                                            | -                                                                     |                                                                       |
| 26-11-1966                                                            | Napoli                                                                | Italia                                                                | 3 – 1                                                                 | Romania                                                               | Qual. Euro 1968                                                       | -                                                                     |                                                                       |
| 22-3-1967                                                             | Nicosia                                                               | Cipro                                                                 | 0 – 2                                                                 | Italia                                                                | Qual. Euro 1968                                                       | -                                                                     |                                                                       |
| 27-3-1967                                                             | Roma                                                                  | Italia                                                                | 1 – 1                                                                 | Portogallo                                                            | Amichevole                                                            | -                                                                     |                                                                       |
| 25-6-1967                                                             | Bucarest                                                              | Romania                                                               | 0 – 1                                                                 | Italia                                                                | Qual. Euro 1968                                                       | -                                                                     |                                                                       |
| 1-11-1967                                                             | Cosenza                                                               | Italia                                                                | 5 – 0                                                                 | Cipro                                                                 | Qual. Euro 1968                                                       | -                                                                     |                                                                       |
| 18-11-1967                                                            | Berna                                                                 | Svizzera                                                              | 2 – 2                                                                 | Italia                                                                | Qual. Euro 1968                                                       | -                                                                     |                                                                       |
| 23-12-1967                                                            | Cagliari                                                              | Italia                                                                | 4 – 0                                                                 | Svizzera                                                              | Qual. Euro 1968                                                       | -                                                                     |                                                                       |
| 6-4-1968                                                              | Sofia                                                                 | Bulgaria                                                              | 3 – 2                                                                 | Italia                                                                | Qual. Euro 1968                                                       | -                                                                     |                                                                       |
| Totale                                                                |                                                                       | Presenze                                                              | 12                                                                    |                                                                       | Reti                                                                  | 0                                                                     |                                                                       |

### Statistiche da allenatore
| Stagione        | Squadra         | Campionato      | Campionato | Campionato | Campionato | Campionato | Coppe nazionali | Coppe nazionali | Coppe nazionali | Coppe nazionali | Coppe nazionali | Coppe continentali | Coppe continentali | Coppe continentali | Coppe continentali | Coppe continentali | Altre coppe | Altre coppe | Altre coppe | Altre coppe | Altre coppe | Totale | Totale | Totale | Totale | % Vittorie |
| Stagione        | Squadra         | Comp            | G          | V          | N          | P          | Comp            | G               | V               | N               | P               | Comp               | G                  | V                  | N                  | P                  | Comp        | G           | V           | N           | P           | G      | V      | N      | P      | %          |
| --------------- | --------------- | --------------- | ---------- | ---------- | ---------- | ---------- | --------------- | --------------- | --------------- | --------------- | --------------- | ------------------ | ------------------ | ------------------ | ------------------ | ------------------ | ----------- | ----------- | ----------- | ----------- | ----------- | ------ | ------ | ------ | ------ | ---------- |
| apr.- giu. 1969 | Varese          | A               | 6          | 1          | 1          | 4          | -               | -               | -               | -               | -               | -                  | -                  | -                  | -                  | -                  | -           | -           | -           | -           | -           | 6      | 1      | 1      | 4      | 16,67      |
| 1969-1970       | Livorno         | B               | 22         | 9          | 8          | 5          | -               | -               | -               | -               | -               | -                  | -                  | -                  | -                  | -                  | -           | -           | -           | -           | -           | 22     | 9      | 8      | 5      | 40,91      |
| 1970-feb. 1971  | Juventus        | A               | 18         | 9          | 3          | 6          | CI              | 3               | 1               | 2               | 0               | CdF                | 8                  | 7                  | 1                  | 0                  | -           | -           | -           | -           | -           | 29     | 17     | 6      | 6      | 58,62      |
| Totale carriera | Totale carriera | Totale carriera | 46         | 19         | 12         | 15         |                 | 3               | 1               | 2               | 0               |                    | 8                  | 7                  | 1                  | 0                  |             | -           | -           | -           | -           | 57     | 27     | 15     | 15     | 47,37      |

## Palmarès

### Giocatore

#### Club

##### Competizioni nazionali
- Campionato italiano: 3

Inter: 1962-1963, 1964-1965, 1965-1966

##### Competizioni internazionali
- Coppa dei Campioni: 2

Inter: 1963-1964, 1964-1965
- Coppa Intercontinentale: 2

Inter: 1964, 1965

#### Individuale
- Targa d'oro alla memoria FIGC[19]

1971 (postumo)
- Inserito nella Hall of Fame del calcio italiano nella categoria Riconoscimenti alla memoria

2021